# Coremacera trivittata
Coremacera trivittata är en tvåvingeart som först beskrevs av Friedrich Hermann Loew 1860.  Coremacera trivittata ingår i släktet Coremacera och familjen kärrflugor. Inga underarter finns listade i Catalogue of Life.